# Pisandro (oligarca)
Pisandro (en griego antiguo Πείσανδρος; fl. 429 – 411 a. C.) fue un político ateniense del demo de Acarnas que participó en el golpe de Estado del 411 a. C. que sustituyó el régimen democrático por un régimen oligárquico conocido como el de «Los cuatrocientos tiranos». 

## Biografía
Fue un líder democrático. En el 415 a. C. fue comisario en la investigación del escándalo de la mutilación de los Hermes. Apoyó el régimen de Los Cuatrocientos tiranos en el 411 a. C. Antes de partir de Atenas, Pisandro organizó una conspiración entre las diversas heterías (έταιρίαι) para derrocar la democracia y prosiguió con su misión como embajador para parlamentar con Frínico y con la flota ateniense establecida en Samos para convencerlos de que se sumaran al golpe de estado de Los Cuatrocientos para subvertir el régimen democrático y posibilitar y el regreso de Alcibíades a Atenas, así como declarar que el sátrapa aqueménida Tisafernes deseaba la amistad de los atenienses; por lo cual amenazada la democracia, se constituyeron en ekklesía (asamblea popular) y votaron no hacer defección y salvaguardar la democracia. La democracia había sido derrocada y cuando Pisandro y los embajadores oligárquicos que los acompañaron ante Tisafernes regresaron a Samos  aseguraron su control de la situación del propio ejército de una manera más firme, e incitaron a los samios más poderosos tratar de establecer con ellos un régimen oligárquico, a pesar de que los ciudadanos de Samos se habían levantado los unos contra los otros para no ser gobernados por una oligarquía. También en el 411 a. C., Pisandro instauró un gobierno oligárquico en Tasos 
En su ataque a Atenas con un cuerpo de soldados fuertemente armados provenientes de algunos de las polis que había revolucionado, descubrió que los heterías casi habían logrado su objetivo, principalmente mediante asesinatos y el terror general que esto generó. En Samos, ya había una reacción respecto al movimiento oligárquico, y por la misma época en que los Cuatrocientos tomaban el poder ocurrió que aquellos samios que antes habían sublevado contra los aristócratas, y que formaban el partido popular, cambiaron de orientación y, persuadidos por Pisandro, cuando éste llegó a la isla, y por los conjurados atenienses que estaban en Samos organizaron una conspiración de unas trescientas personas y se dispusieron a actuar contra los demás, considerándolos del partido popular. Los estrategos León y Diomedonte, que no soportaban la oligarquía por la estima en que les tenía el pueblo; y también a Trasíbulo y a Trasilo, trierarca el uno y hoplita el otro, y a otros atenienses más firmes adversarios de los conjurados, les pidieron que no permitieran que se les destruyera ni que Samos, la única ciudad que había contribuido a que la Liga de Delos se enajerera de los atenienses. Así pues, cuando los Trescientos los atacaron, todas aquellas fuerzas acudieron en su ayuda, y sobre todo los del trirreme Páralo, y vencieron los samios de la mayoría popular. Dieron muerte a unos treinta de los Trescientos, condenaron al destierro a los tres responsables principales y, sin tomar represalias contra los demás, compartieron con ellos los derechos de ciudadanía en un régimen democrático. Los samios sublevados que aún no desconocían que los Cuatrocientos tenían el poder. Tan pronto como arribaron, los Cuatrocientos encarcelaron a unos dos o tres hombres de la Páralo y a los demás, después de quitarles la nave, los trasladaron a otra nave, una preparada para el transporte de tropas, con la misión de vigilar las costas de Eubea. Pero Quéreas, en cuanto vio la situación, logró salir a escondidas y volvió a Samos, donde comunicó a los soldados las novedades de Atenas, exagerándolo todo para que resultara más terrible; decía que castigaban a todo el mundo a golpes y que no se podía efectuar ninguna crítica contra los que gobernaban, que sus mujeres e hijos eran ultrajados, y que los oligarcas tenían la intención de encerrar a los familiares de todos los soldados del cuerpo expedicionario de Samos que no compartían sus ideas, a fin de que murieran si ellos no se sometían. Después con el propósito de transformar la situación de Samos llevándola a la democracia Trasíbulo, y Trasilo,— los principale promotores del cambio— hicieron que todos los soldados, y en particular los que procedían de las filas de la oligarquía, prestaran los más solemnes juramentos de que se gobernarían democráticamente y de que serían enemigos de los Cuatrocientos y no entablarían negociaciones con ellos. Con el mismo juramento juraron asimismo todos los samios en edad militar. El cuerpo expedicionario ateniense y los Cuatrocientos expedicionario de Samos fuerza  y los partidarios de los Cuatrocientos estuvieron inmersos en un stasis (guerra civil).
En Atenas, cuando la situación fue propicia para el paso final, Pisandro propuso en la asamblea el establecimiento de los Cuatrocientos; y cuando Terámenes, Aristócrates y otros se retiraron, se alineó con los aristócratas más violentos y l producirse el cambio de régimen, Pisandro y Alexicles con sus amigos y otros oligarcas todos los que habían desempeñado un papel importante en la oligarquía, fue uno de los que, en la contrarrevolución, se refugiaron con Agis en Decelia.  Sus propiedades fueron confiscadas y nunca regresó a Atenas.
Fue blanco de las críticas de Aristófanes en sus comedias Lisístrata y La paz.